# Dschalal Dabagh

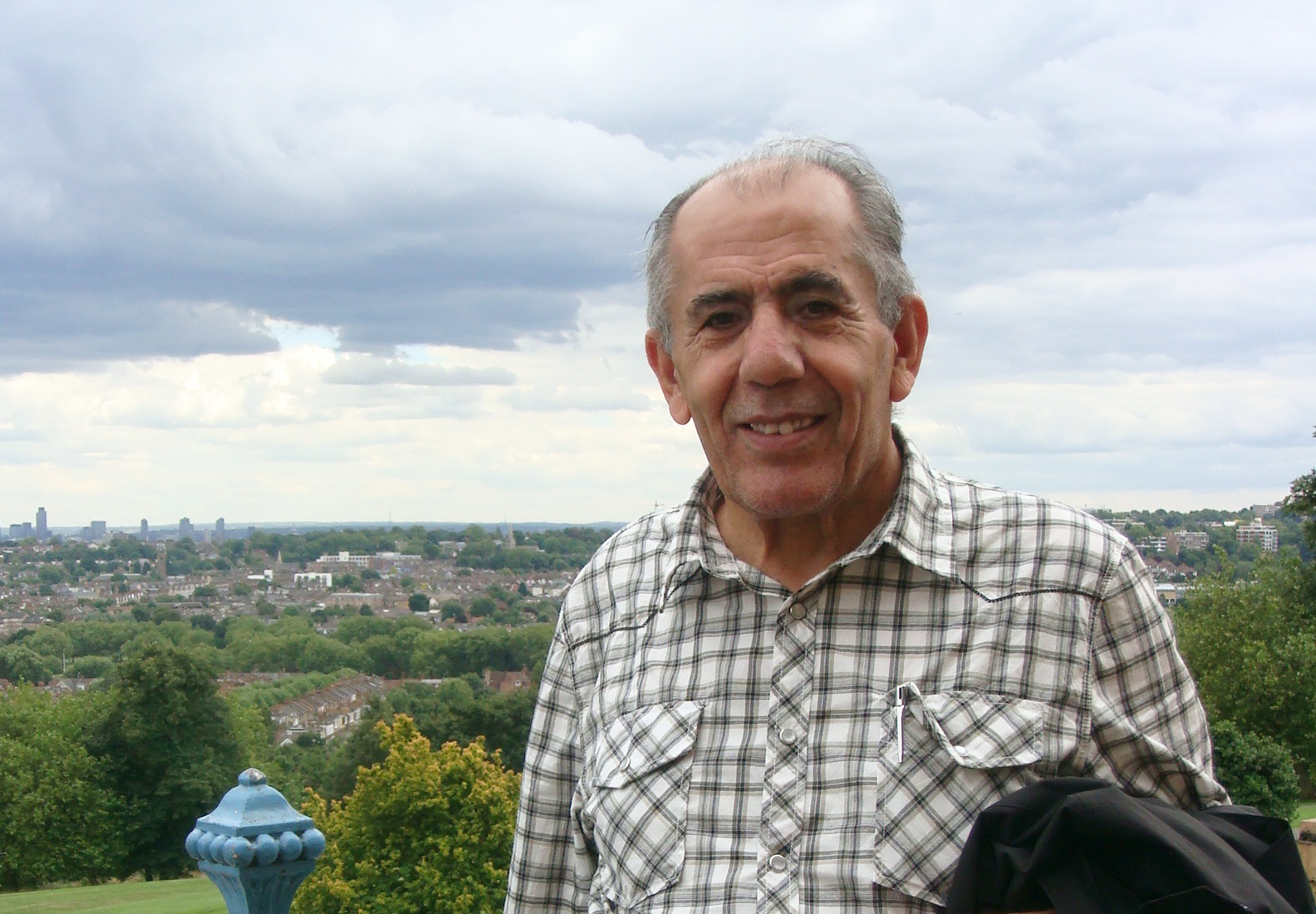
Dschalal Dabagh

Dschalal Dabagh oder Jalal Dabagh (arabisch جلال دباغ, kurdisch جەلال دەباغ Celal Debax; * 12. Mai 1939 in Silêmanî) ist ein kurdischer Schriftsteller, Politiker und Journalist im Irak.
Dschalal Dabagh ist Mitglied der Peschmerga und schrieb und übersetzte zahlreiche Bücher, unter anderem die kurdische Übersetzung des Manifests der Kommunistischen Partei.